# Joan Fort
Joan Fort (Albocàsser, Alt Maestrat, 5 de setembre de 1406 - Escaladei, Priorat, 14 de maig de 1464) fou un monjo cartoixà i autor místic valencià. Fou venerat a l'Orde de la Cartoixa, però el seu culte no es consolidà i desaparegué al segle xix.

## Biografia
Nascut a Albocàsser, ja de jove manifestà voluntat de fer vida religiosa. Estudià teologia a l'Estudi General de Lleida, destacant-hi com a humanista i teòleg. Emmalaltí greument i arran de l'experiència i veient la fugacitat del món, dedicí d'ingressar a la cartoixa d'Escaladei, on entrà el 5 de maig de 1425, tenint com a mestre de novicis Joan Bertran. També tingué com a director espiritual el dominic Pere Queralt, deixeble de Sant Vicent Ferrer.
Dugué una vida exemplar, i tingué diverses experiències místiques, com èxtasis i visions, com les de la Mare de Déu, que li parlà, escena que esdevingué tema de diverses pintures dels segles xvii i XVIII, com la de Vicente Carducho per a la cartoixa d'El Paular (Madrid), o una pintura del Sant Crist que també li parlà. Fort narra nombrosos episodis en què la Mare de Déu i l'Infant Jesús conversen amb ell. El seu confessor, Queralt, li demanà que escrigués la seva vida i narrés aquestes experiències: el resultat fou el Liber revelationum, que es conserva manuscrit en una còpia del segle xvii. També escrigué un tractat de preparació per a la missa, adreçat als sacerdots.
Morí al monestir en fama de santedat, i es diu que abans se li aparegueren Tomàs d'Aquino, Vicent Ferrer i Pere Màrtir per anunciar-li la mort.

## Veneració
Aviat es començaren a atribuir miracles a la seva intercessió. La llegenda diu que els monjos l'anaven a sebollir i el cadàver parlà per dir-los que l'enterressin a l'esquerra del seu mestre Joan Beltran; quan ho feren, el cadàver de Beltran s'apartà sol per deixar-li lloc. També es deia que sobre la tomba va créixer un roser de roses blanques. Una altra tradició diu que, en vida, el monjo sempre s'inclinava en passar davant una gran creu de pedra del claustre; un dia, fou la creu qui s'inclinà davant ell, en correspondència a l'honor que sempre feia, i des de llavors, la creu quedà inclinada, i s'hi posà una inscripció commemorant i explicant el fet.
Francesc Vicent, el poeta tortosí, li dedicà un epitafi llatí. Aviat la seva fama s'estengué per tot Espanya, i en diversos llocs, sobretot cartoixes hispàniques, es trobaven pintures que representaven episodis místics de la seva vida, testimonis de la seva fama de santedat.
Habitualment és citat com a venerable, ja que no se n'incoà el procés de beatificació, però alguns autors com Morlà el qualifiquen de beat. La desaparició de la comunitat en 1835 va fer que el culte acabés i quedés en l'oblit.